# Port Huron Clippers
Die Port Huron Clippers waren ein US-amerikanisches Eishockeyfranchise der All-American Hockey League aus Port Huron, Michigan. 

## Geschichte
Die Port Huron Clippers nahmen zur Saison 1987/88 als Expansionsteam den Spielbetrieb in der All-American Hockey League auf. In ihrer einzigen Spielzeit belegte die Mannschaft den siebten Platz und konnte nur neun ihrer 38 Spiele gewinnen. Bei weniger als einem Sieg in vier Spielen waren die Zuschauerzahlen zu niedrig, um profitabel wirtschaften zu können, so dass sich das Team-Management dazu entschloss den Spielbetrieb im Anschluss an die Premierenspielzeit bereits wieder einzustellen. 
Die Lücke, die die Clippers in der Stadt hinterließen, wurde 1996 schließlich von den Port Huron Border Cats aus der United Hockey League gefüllt.

## Saisonstatistik
Abkürzungen: GP = Spiele, W = Siege, L = Niederlagen, T = Unentschieden, OTL = Niederlagen nach Overtime SOL = Niederlagen nach Shootout, Pts = Punkte, GF = Erzielte Tore, GA = Gegentore, PIM = Strafminuten
| Saison  | GP | W | L  | T | OTL | SOL | Pts | GF  | GA  | Platz    | Playoffs |
| 1987–88 | 38 | 9 | 28 | 1 | —   | —   | 19  | 212 | 347 | 7., AAHL |          |